# تشارلز ديفيس جيمسون
تشارلز ديفيس جيمسون هو ضابط وسياسي أمريكي، ولد في 24 فبراير 1827 في غورهام في الولايات المتحدة، وتوفي في 6 نوفمبر 1862 في أولد تاون في الولايات المتحدة بسبب حمى نمشية. نشط حزبياً في الحزب الديمقراطي.